# 60000
60000（六万、ろくまん）は自然数、また整数において、59999の次で60001の前の数である。

## 性質
- 60000は合成数であり、約数は1, 2, 3, 4, 5, 6, 8, 10, 12, 15, 16, 20, 24, 25, 30, 32, 40, 48, 50, 60, 75, 80, 96, 100, 120, 125, 150, 160, 200, 240, 250, 300, 375, 400, 480, 500, 600, 625, 750, 800, 1000, 1200, 1250, 1500, 1875, 2000, 2400, 2500, 3000, 3750, 4000, 5000, 6000, 7500, 10000, 12000, 15000, 20000, 30000, 60000である。
  - 約数の和は196812。
- 1/60000 = 0.00001666… (下線部は循環節で長さは1)
- 7883番目のハーシャッド数である。1つ前は59977、次は60003。
  - 6を基とする130番目のハーシャッド数である。1つ前は51000、次は100014。
- 60000 = 25 × 3 × 54
  - 3つの異なる素因数の積で p 5 × q 4 × r の形で表せる12番目の数である。1つ前は59616、次は66096。(オンライン整数列大辞典の数列 A190468)

## その他 60000 に関連すること
- 鉄道車両の形式
  - 小田急60000形電車
  - 国鉄コキ60000形貨車
  - 国鉄ワム60000形貨車

## 60001 から 69999 までの整数
- 60025 - 2452、五角錐数
- 60083 - ソフィー・ジェルマン素数[1]
- 60149 - ソフィー・ジェルマン素数
- 60251 - ソフィー・ジェルマン素数
- 60293 - ソフィー・ジェルマン素数
- 60383 - ソフィー・ジェルマン素数
- 60449 - ソフィー・ジェルマン素数
- 60509 - ソフィー・ジェルマン素数
- 60516 - 2462
- 60539 - 安全素数[2]
- 60647 - 安全素数
- 60689 - ソフィー・ジェルマン素数
- 60719 - ソフィー・ジェルマン素数
- 60761 - ソフィー・ジェルマン素数
- 60773 - ソフィー・ジェルマン素数
- 60779 - ソフィー・ジェルマン素数、安全素数
- 60899 - 安全素数
- 61009 = 2472
- 61331 - ソフィー・ジェルマン素数
- 61343 - 安全素数
- 61379 - 安全素数
- 61409 - ソフィー・ジェルマン素数
- 61469 - ソフィー・ジェルマン素数
- 61547 - 安全素数
- 61681 - 二進数・四進数・十六進数の独自周期素数（英語版）
- 61703 - ソフィー・ジェルマン素数、安全素数
- 61961 - ソフィー・ジェルマン素数
- 61967 - 安全素数
- 61991 - ソフィー・ジェルマン素数
- 62039 - 安全素数
- 62099 - ソフィー・ジェルマン素数
- 62171 - ソフィー・ジェルマン素数
- 62208 - 28×35、十二進法で 30000。
- 62210 - マルコフ数[3]
- 62500 = 2502
- 62745 - カーマイケル数[4]
- 62981, 62983, 62987, 62989 - 28番目の四つ子素数
- 62981 - ソフィー・ジェルマン素数、スーパー素数
- 63020 - 友愛数 (63020, 76084)[5]
- 63360 - 1マイルは63360インチ
- 63750 - 五角錐数
- 63973 - カーマイケル数[4]
- 64009 - 1から22の整数の3乗の和[6] (13 + 23 + 33 + ⋯ + 223 = 64009)
- 64079 - リュカ数
- 65533 - アッカーマン関数を用いた整数
- 65535 - コンピュータの符号なし16ビット整数型において最も大きい正の数
- 65536 = 216 [7][8] = 48 [9][10] = 164 [11][12] = 2562、2の累乗数、クヌースの矢印表記を使用して 2↑↑4あるいは2↑↑↑3と表現できる数、約数がちょうど17個の数のうち最小のもの[13]
- 65537 - フェルマー数[14]、フェルマー素数[15]、双子素数ペアの小さい方 (65537, 65539)
- 65539 - 素数、正則素数、双子素数ペアの大きい方 (65537, 65539)、いとこ素数ペアの小さい方 (65539, 65543)、三つ子素数の真ん中の要素 (65537, 65539, 65543)
- 66012 - トリボナッチ数[16]
- 66928 - 友愛数 (66928, 66992)[5]
- 66959 - ソフィー・ジェルマン素数、安全素数、スーパー素数
- 66992 - 友愛数 (66928, 66992)[5]
- 67043 - ソフィー・ジェルマン素数、安全素数、スーパー素数
- 67211, 67213, 67217, 67219 - 29番目の四つ子素数
- 67547 - 安全素数、左切り捨て可能素数
- 67607 - シェルピンスキーの問題において、Seventeen or Bustプロジェクトにより発見された6個の数のうち最大のもの
- 67626 - 五角錐数
- 67883 - 安全素数、左切り捨て可能素数、スーパー素数
- 68000 - Apple社のMacintoshで使用されたPowerPCより前のマイクロプロセッサMotorola 68000
- 68008 - Sinclair QLで使用されたマイクロプロセッサMotorola 68008
- 68020 - Apple社のMacintoshで使用されたPowerPCより前のマイクロプロセッサMotorola 68020
- 68030 - Apple社のMacintoshで使用されたPowerPCより前のマイクロプロセッサMotorola 68030
- 68040 - Apple社のMacintoshで使用されたPowerPCより前のマイクロプロセッサMotorola 68040
- 68639 - ソフィー・ジェルマン素数、安全素数、スーパー素数
- 68881 - Motorola 68020やMotorola 68030と使用される浮動小数点演算装置のMotorola 68881
- 68882 - Motorola 68020やMotorola 68030と使用される浮動小数点演算装置のMotorola 68882
- 69491, 69493, 69497, 69499 - 30番目の四つ子素数
- 69696 = 2642、双子素数のペアの和として表せる回文平方数として唯一知られているもの(69696 = 34847 + 34849)
- 69984 - 25×37、9×65。9×6n の一つ前は 11664、次は419904。